# Molophilus (Molophilus) arisanus
Molophilus (Molophilus) arisanus is een tweevleugelige uit de familie steltmuggen (Limoniidae). De soort komt voor in het Oriëntaals gebied.